# Frederiksted
Frederiksted er en by på Sankt Croix i øgruppen U.S. Virgin Islands, de forhenværende Dansk-Vestindiske øer. Byen blev grundlagt i 1750'erne og har et befolkningstal på 800 (2004).
Som i kolonitiden domineres Frederiksted af det rød-hvide Fort Frederik fra 1750'erne. Fortet har en særlig historisk betydning for både USA og Danmark-Norge. Herfra kom den første udenlandske salut som anerkendelse af USA's uafhængighed i 1776, og det var også herfra generalguvernør Peter von Scholten frigav slaverne i juli 1848. Som følge deraf har byen fået tilnavnet Freedom City. Både fortet og byen er opkaldt efter kong Frederik 5. men blev i den danske kolonitid aldrig kaldt andet end Vestenden på grund af sin beliggenhed på øens vestkyst.

## Historie
Frederiksted blev skueplads for vigtige begivenheder i Sankt Croix' historie. Den 3. juli 1848 marcherede 8.000 slaver mod byen for at gøre krav på øjeblikkelig frigivelse i stedet for at følge den planlagte gradvise frigivelse over tolv år, som den danske konge havde besluttet. Slaverne truede med at gøre oprør og sætte ild til hele byen. Guvernør Peter von Scholten, der var opmærksom på truslen, oplæste fra Fort Frederik sin berømte erklæring: "Alle de, der på De Danske Vestindiske Øer ikke er frie, kan fra i dag anse sig for at være frie...".
Det blev begyndelsen på en række problemer for kolonimagten og plantageejerne på Sankt Croix. Tredive år senere i Frederiksted, efter flere dårlige høstudbytter og en række naturkatastrofer, gjorde de frigivne slaver oprør. Varehuse, pakhuse og butikker blev plyndret og antændt. Militære styrker fra Christiansted kom til Frederiksted for at drive oprørerne ud af byen. Oprøret fortsatte i fem dage, mens kampene gradvis fortrak til landet, hvor der blev sat ild på sukkerraffinaderier og en række godser. Begivenhederne blev i historien husket som "den store ildebrand" i 1878.
Omkring år 1900 blev byen beskrevet således:
"Frederikssted har et mindre officielt Præg; den er nærmest en Handelsby, beregnet paa at tilfredsstille den omboende Landbefolknings Fornødenheder og at befordre dens Udførsel af Sukker. Byen ligger midt paa Øens Vestside, hvorfor Skibene kunne ligge godt beskyttede af Landet imod Nordøstpassaten. Endskønt Frederikssted led stærkt ved Opstandene i 1848 og 1878 og sidste Gang for en stor Del blev nedbrændt, trives Byen dog ret godt, og Sporene af Branden ere nu snart forsvundne. Byen har brede, lige Gader med en Del anselige Huse og c. 3000 Indbyggere."
Frederikssted havde en svag befolkningsudvikling i det meste af den danske kolonitid: i 1789 1.051 indbyggere, i 1815 1.800 indbyggere, i 1835 2.317 indbyggere, i 1870, da indbyggertallet kulminerede, 3.817 indbyggere og derefter et jævnt fald til 3.144 indbyggere i 1917.

## Demografi
Befolkningsudvikling i tiden som dansk koloni
| År   | Indbyggere |
| ---- | ---------- |
| 1789 | 1.051      |
| 1796 | 1.170      |
| 1815 | 1.800      |
| 1835 | 2.317      |
| 1841 | 2.391      |
| 1846 | 2.344      |
| 1850 | 2.886      |
| 1855 | 2.957      |
| 1860 | 3.398      |
| 1870 | 3.817      |
| 1880 | 3.480      |
| 1890 | 3.683      |
| 1901 | 3.745      |
| 1911 | 3.203      |
| 1917 | 3.144      |

kilder: Census, s. 41; Sveistrup, s. 80